# Thylacorhynchus arcassonensis
Thylacorhynchus arcassonensis är en plattmaskart som beskrevs av de Beauchamp 1927. Thylacorhynchus arcassonensis ingår i släktet Thylacorhynchus, och familjen Schizorhynchidae. Arten är reproducerande i Sverige.